# 야니스 착스테
야니스 크리스탑스 착스테(라트비아어: Jānis Kristaps Čakste, 1859년 9월 14일~1927년 3월 14일)는 라트비아의 정치인이다. 1920년 5월 1일부터 1922년 11월 7일 라트비아 제헌국회 대변인, 1922년 11월 14일부터 사망할 때까지 초대 라트비아의 대통령을 역임했다.